# Burusjön
Burusjön är en sjö i Älvdalens kommun i Dalarna och ingår i Dalälvens huvudavrinningsområde. Sjön har en area på 1,68 kvadratkilometer och ligger 633,1 meter över havet. Sjön avvattnas av vattendraget Buran. Vid provfiske har bland annat abborre, elritsa, gädda och lake fångats i sjön.

## Delavrinningsområde
Burusjön ingår i det delavrinningsområde (687465-134112) som SMHI kallar för Utloppet av Burusjön. Medelhöjden är 741 meter över havet och ytan är 15,03 kvadratkilometer. Det finns ett avrinningsområde uppströms, och räknas det in blir den ackumulerade arean 37,36 kvadratkilometer. Buran som avvattnar avrinningsområdet har biflödesordning 3, vilket innebär att vattnet flödar genom totalt 3 vattendrag innan det når havet efter 491 kilometer. Avrinningsområdet består mestadels av skog (77 procent). Avrinningsområdet har 1,68 kvadratkilometer vattenytor vilket ger det en sjöprocent på 11,2 procent.

## Fisk
Vid provfiske har följande fisk fångats i sjön:
- Abborre
- Elritsa
- Gädda
- Lake
- Röding
- Öring